# Innbach
Innbach är ett vattendrag i Österrike.   Det ligger i förbundslandet Oberösterreich, i den nordöstra delen av landet, 160 km väster om huvudstaden Wien.
Trakten runt Innbach består till största delen av jordbruksmark. Runt Innbach är det tätbefolkat, med 530 invånare per kvadratkilometer.